# ヘンリー・H・ロジャーズ
ヘンリー・ハットルストン・ロジャーズ（英語：Henry Huttleston Rogers、1840年1月29日 - 1909年5月19日）は、アメリカ合衆国の資本家、企業家、財界人および慈善家。彼は、ジョン・ロックフェラーのスタンダード・オイル・トラストでの重要人物の一人であった。彼はその後バージニアン鉄道を設立した。その一方スタンダード・オイルでの関係者、ヘンリー・モリソン・フラグラーはフロリダ東海岸鉄道を設立した。両方の鉄道は、今日のアメリカ合衆国の鉄道ネットワークの一部を形成した。

## 略歴
ロジャーズはマサチューセッツ州マタポイセットの労働者階級一家に生まれる。両親とともにフェアヘヴンに転居。十代で新聞配達をするかたわら、父親の経営する食料雑貨店で働き、1857年に地元の高校をごく普通の成績で卒業した。彼はフェアヘヴン・ブランチ鉄道（オールドコロニー鉄道の前身）で制動手として3〜4年間働き、貯蓄に励んだ。
1861年に彼は友人のチャールズ・エリスと共同で貯蓄した600ドルを西ペンシルベニアで新しく発見された油田地帯に投資し、小さなベンチャー企業、ワムスタ精油所をペンシルベニア州オイル・シティの近くのマクリントックスヴィルに設立した。彼の精油所は原油投機の影響で経営が立ちゆかなくなり、債権者のチャールズ・プラットに自らの責任で負債を弁済する様話した。プラットはその態度に感銘を受け、ロジャーズを自らの会社に採用した。
ロジャーズはブルックリン精油所の所長からアストラル・オイルの経営責任者まで昇任し、プラットはロジャーズと共にチャールズ・プラット・アンド・カンパニーを設立した。同社は後にスタンダード・オイル・トラストの一部となる。
彼は幼少時からの恋人アビー・ギフォード・ロジャーズと彼女の死までの30年以上の結婚生活を送った。夫妻は4人の子供をもうけた。ロジャーズは精力的に働き、1億ドル以上と見積もられる資産を得た。彼は銅や鉄の採鉱および鉄道を含む様々な産業に積極的な投資を行った。
彼はパートナーのウィリアム・N・ペイジと共に、ウェストバージニア州南部の炭田からバージニア州のハンプトン・ローズ湾に面するノーフォーク近郊のスーエルズ・ポイントまで達するバージニアン鉄道(VGN)を建設した。ロジャーズがその資金の殆どを提供したバージニアン鉄道は、チェサピーク・アンド・オハイオ鉄道およびノーフォーク・アンド・ウェスタン鉄道と石炭輸送を競争した。
ロジャーズは鉄道の完成とほぼ同時期に死去したが、600マイルにも及ぶバージニアン鉄道は彼の遺志を受けその歴史を重ねた。鉄道は幾つかの最大で最も強力な蒸気、電気、ディーゼル機関車をその50年に及ぶ歴史の中で運用した。VGNは1959年にノーフォーク・アンド・ウェスタン鉄道と合併した。VGNのバージニア州における旧路線のほとんどは2004年現在もノーフォーク・サザン鉄道の石炭列車用路線として使用されている。

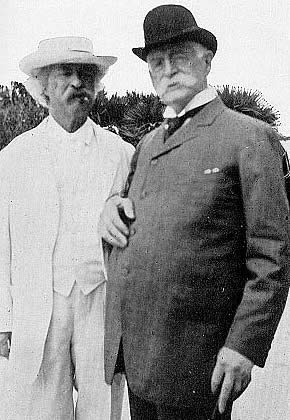
マーク・トウェイン（左）とヘンリー・ハットルストン・ロジャーズ

彼は故郷のマサチューセッツ州フェアヘーヴンへ自らの時間と資金を捧げた。教会や公立学校の建設、また、彼の17歳で死んだ娘、ミリセントの名を捧げたミリセント図書館の建設に資金を提供した。1893年に彼はマーク・トウェインの資産の再編成に協力し、トウェインと友人になる。彼と妻はまたヘレン・ケラーが大学に入学するのを支援した。
ロジャーズはさらに教育者ブッカー・T・ワシントン博士と15年以上の友情を深めた。ワシントンはロジャーズからの寄付のうちの幾らかを公に明らかにすることを強いられたと感じたのは大富豪の死の後だけだった、と語った。彼から提供された資金は少なくとも65の小さな学校の建設に使用され、バージニア州を始めとする南部各地での黒人の環境改善に用いられ、誰から提供されたかは知らされなかった、とも彼は語った。ロジャーズは高等教育機関に寛大な支援を行い、それはごく僅かの受託者にしか知らされなかった。